# Liste der Rektoren der Päpstlichen Universität Gregoriana
Rektoren seit 1551 waren:
- Ioannes Pelletier (1551)
- Bernard Olivier (1551–1553)
- Quentin Charlat (1553–1554)
- Sebastiano Romei (1554–1568)
- Dionigi Vásquez (1568)
- Hieron Doménech (1568–1571)
- Vincenzo Bruni (1571–1574)
- Ludovico Maselli (1574–1583)
- Benedetto Sardi (1583–1586)
- Vincenzo Bruni (1586–1589)
- Augusto Giustiniani (1589–1590)
- Bernardino Rossignoli (1590–1592)
- Robert Bellarmin (1592–1594)
- Daniello Bartoli (1671–1674)
- Paolo Antonio Raffagni (1772–1824)
- Luigi Taparelli d’Azeglio (1824–1829)
- Giovanni Battista Dessi (1829–1832)
- Giuseppe Bellotti (1832–1835)
- Felice Sprani (1840–1843)
- Leonardo Fava (1843–1846)
- Francesco Manera (1846–1847)
- Bonaventura Benetti (1847–1853)
- Giovanni Perrone (1853–1856)
- Pasquale Cambi (1856–1860)
- Ugo Molza (1860–1864)
- Giovanni Marcucci (1864–1867)
- Pietro Ragazzini (1867–1872)
- Valeriano Cardella (1872–1876)
- Ugo Molza (1876–1880)
- Francesco Vannutelli (1880–1884)
- Massimiliano Anselmi (1884–1886)
- Lorenzo Lunari (1886–1891)
- Emilio De Autustini (1891–1895)
- Francesco Maria Carini (1895–1896)
- Augusto Ferretti (1896–1900)
- Emidio Rossi (1900–1904)
- Franz Xaver Wernz (1904–1906)
- Quercini Ludovico Quercini (1906–1910)
- Pio De Mandato (1910–1914)
- Luigi Caterini (1914–1918)
- Francesco Saverio Calcagn (1918–1922)
- Carlo Miccinelli (1922–1926)
- Giuseppe Gianfranceschi (1926–1930)
- Ferdinand Willaert (1930–1933)
- Vincent J. McCormick (1933–1941)
- Paolo Dezza (1941–1951)
- Pedro M. Abellán (1951–1957)
- Pablo Muñoz Vega (1957–1963)
- Édouard Dhanis (1963–1966)
- Hervé Carrier (1966–1978)
- Carlo Maria Martini (1978–1980)
- Urbano Navarrete (1980–1986)
- Gilles Pelland (1986–1992)
- Giuseppe Pittau (1992–1998)
- Franco Imoda (1998–2004)
- Gianfranco Ghirlanda (2004–2010)
- François-Xavier Dumortier (2010–2016)
- Nuno da Silva Gonçalves (2016–2022)
- Mark Lewis (seit 2022)